# Святогоровка (Карагандинская область)
Святогоровка (каз. Святогоровка) — село в Осакаровском районе Карагандинской области Казахстана. Входит в состав сельского округа Карагайлы. Код КАТО — 355663500.

## Население
В 1999 году население села составляло 180 человек (86 мужчин и 94 женщины). По данным переписи 2009 года, в селе проживал 101 человек (54 мужчины и 47 женщин).

## Известные жители и уроженцы
- Ткач, Александр Никифорович (1933—2004), Герой Социалистического Труда.